# Pionera Race
La Pionera Race és una cursa femenina de ciclisme d'un dia que es celebra al País Valencià, Espanya des de l'any 2024. Està integrada dins el calendari femení de l'UCI com a cursa de categoria 1.2. La primera vencedora fou la italiana Debora Silvestri.

## Palmarès
| Any  | Vencedor         | Segon         | Tercer       |
| ---- | ---------------- | ------------- | ------------ |
| 2024 | Debora Silvestri | Catalina Soto | Awen Roberts |
| 2025 |                  |               |              |